# مرتضی اردستانی
مرتضی اردستانی (زادهٔ ۲۹ خرداد ۱۳۳۰ – درگذشتهٔ ٨ خرداد ١۴٠٣) بازیگر و چهره‌پرداز اهل ایران بود.
وی فعالیت حرفه‌ای را از سال ۱۳۴۹ آغاز کرد سپس در هنرستان آزاد دراماتیک یک دورهٔ بازیگری را زیر نظر پرویز تأییدی گذراند، فعالیت گریم را جدی‌تر و زیر نظر عبدالله اسکندری، بیژن محتشم و فرهنگ معیری تکمیل کرد.

## فیلم‌شناسی

### بازیگر
- تحفه هند (۱۳۷۳)
- سیرک بزرگ (۱۳۷۰)
- غریبه (۱۳۶۶)
- مأموریت (۱۳۶۵)
- مجموعهٔ «قصه‌ای به‌نام دارو» (۱۳۶۴)

### طراح چهره‌پردازی
- مرد نامرئی (۱۳۷۴)

### چهره‌پردازی
- مه‌بانو (۱۳۸۰)
- خلع سلاح (۱۳۷۳)
- سیرک بزرگ (۱۳۷۰)
- کلنل (۱۳۶۹)